# Ludwig Choris

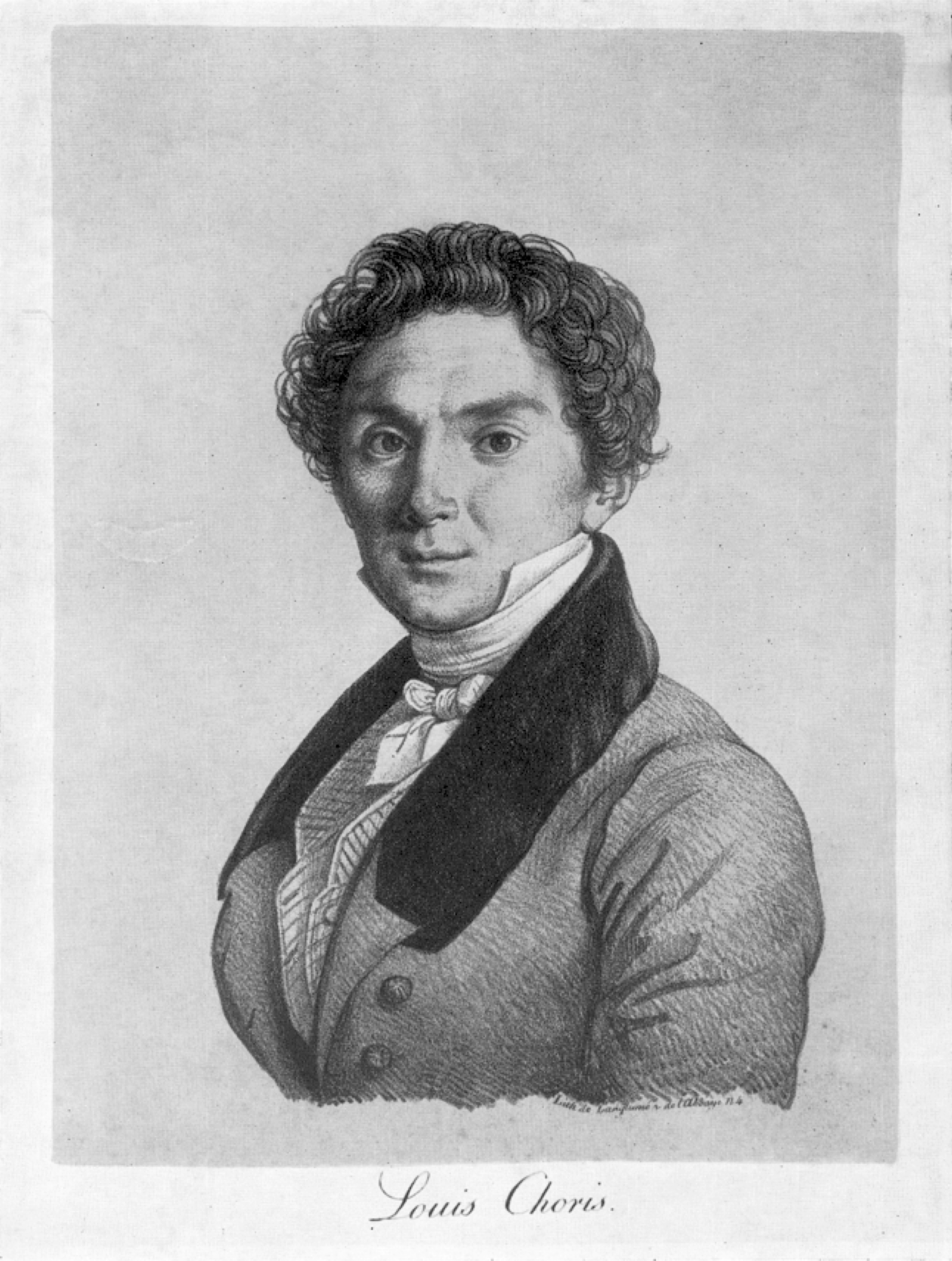
Ludwig Choris, Lithografie von Joseph Langlumé nach einem Selbstbildnis von Ludwig Choris

Ludwig York Choris (russisch Логгин Андреевич Хорис, ukrainisch Логгин Андрійович Хорис, auch Louis Choris, * 22. März 1795 in Jekaterinoslaw, heute Dnipro, Ukraine; † 22. März 1828 bei Veracruz, Mexiko) war ein deutsch-russischer Maler, Zeichner, Lithograf und Forschungsreisender.

## Leben

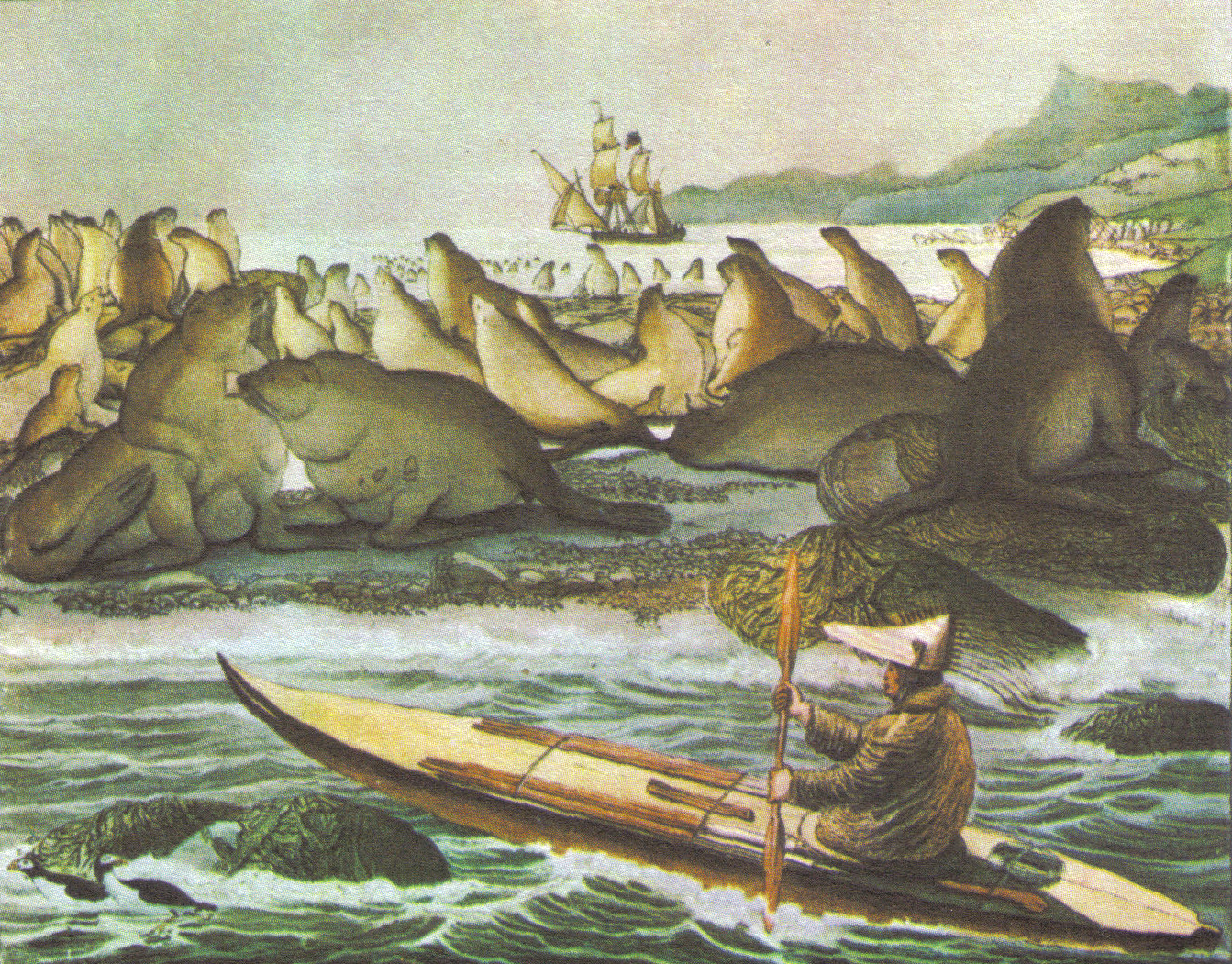
Ludwig Choris: Die Rurik vor der Insel Sankt Paul (Alaska)

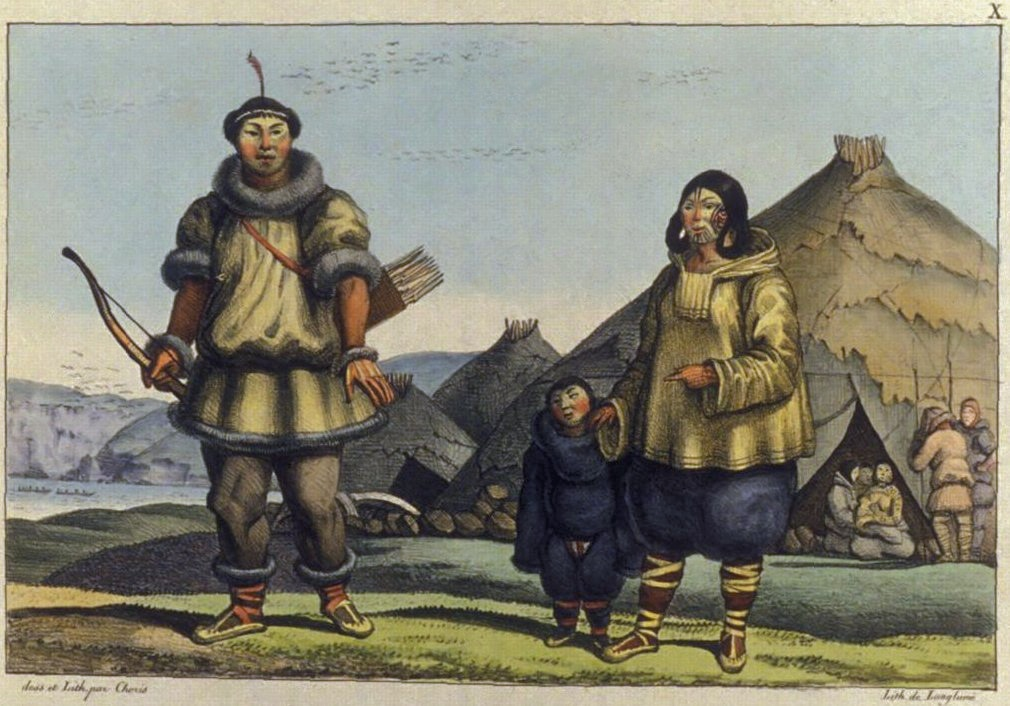
Tschuktschen

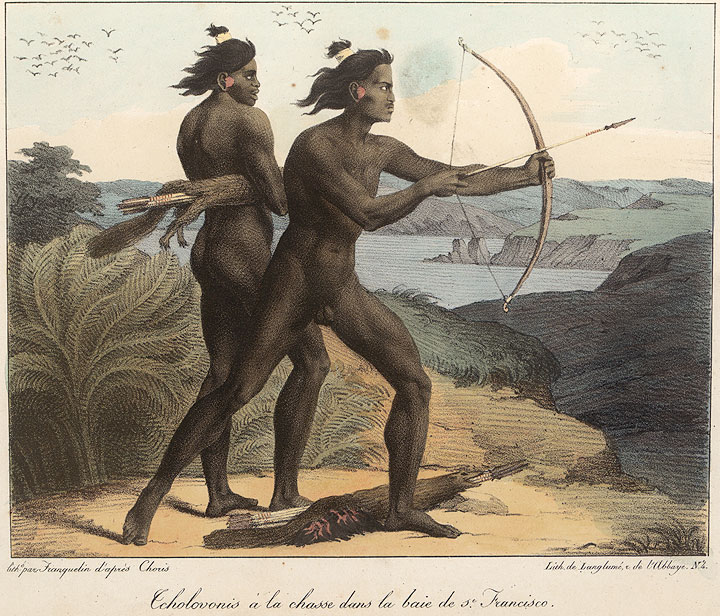
Indianer in der Bucht von San Francisco

Ludwig Choris wurde 1795 als Sohn deutscher Eltern in Jekaterinoslaw geboren. Er besuchte das Gymnasium in Charkow, wo sein Vater an der Universität lehrte. Nach dem frühen Tod der Eltern nahm ihn der Titularrat J. Matthes, der an der Universität Zeichenunterricht gab, als Pflegekind in sein Haus. Mit diesem kam Choris nach Sankt Petersburg, wo er seine Ausbildung fortsetzte, unter anderem auf dem Gebiet der Naturgeschichte. Schon früh fand er mit seinen Zeichnungen und Porträts Beachtung. 1813 unternahm er seine erste Forschungsreise. Er begleitete den Botaniker Friedrich August Marschall von Bieberstein als Pflanzenzeichner auf eine Reise in den Kaukasus. Anschließend kehrte er nach Sankt Petersburg zurück, um die Kaiserliche Kunstakademie zu besuchen. 
1815 wurde er unter mehreren Mitbewerbern ausgewählt, als Maler und Zeichner an der Weltumseglung Otto von Kotzebues mit der Brigg Rurik teilzunehmen. An Bord waren auch die Naturforscher Adelbert von Chamisso und Johann Friedrich Eschscholtz. Die Reise führte von Sankt Petersburg zunächst durch den Atlantik und um Kap Hoorn in den Pazifik. Nach einem Besuch Kamtschatkas durchfuhr die Rurik auf der Suche nach der Nordwestpassage die Beringstraße. Der Kotzebuesund in Alaska wurde entdeckt und eine dortige Halbinsel nach Choris benannt. In der Folge wurden die Tschuktschenhalbinsel, die Aleuten, Hawaii, die Marshallinseln und San Francisco angelaufen. Nach einem zweiten Besuch der Beringstraße kehrte die Rurik 1818 über die Sundastraße und das Kap der Guten Hoffnung heim.
Choris fertigte während der Expedition eine Vielzahl von Aquarellen und Zeichnungen an, darunter hervorragende Porträts der Bewohner der besuchten Länder. Er hielt aber auch Szenen aus deren Alltagsleben fest und zeichnete Gebrauchsgegenstände, Landschaften, Tiere und Pflanzen. 
Nach seiner Rückkehr von der Weltumseglung ging Choris 1819 nach Paris, wo er in engem Kontakt zu François Gérard und Jean-Baptiste Regnault stand. Er erlernte die Technik der Lithografie und stellte in der Folgezeit Lithografien seiner eigenen Aquarelle her. Mit diesen illustrierte er die Reiseberichte Kotzebues und Chamissos. 1822 gab er einen eigenen Reisebericht in französischer Sprache (Voyage pittoresque autour du monde) heraus, der auch Textbeiträge von Chamisso und Georges Cuvier enthält. 1826 erschienen 24 weitere Lithografien (Vues et paysages des régions équinoxiales).
1827 begab er sich im Auftrag des Musée des Jardins des Plantes auf eine Reise nach Mittel- und Südamerika, wo er Pflanzen sammeln und zeichnen sollte, insbesondere aber auch Porträts der Indios malen wollte. Er besuchte die Antillen und New Orleans, bevor er in Veracruz mexikanischen Boden betrat. Auf dem Weg nach Xalapa wurde er im März 1828 von Banditen überfallen und ermordet.
1986 wurde sein während der Rurik-Expedition und in den darauffolgenden Monaten geführtes Tagebuch in der Bibliothek Sainte-Geneviève in Paris wiedergefunden und kurz darauf publiziert.

## Werk

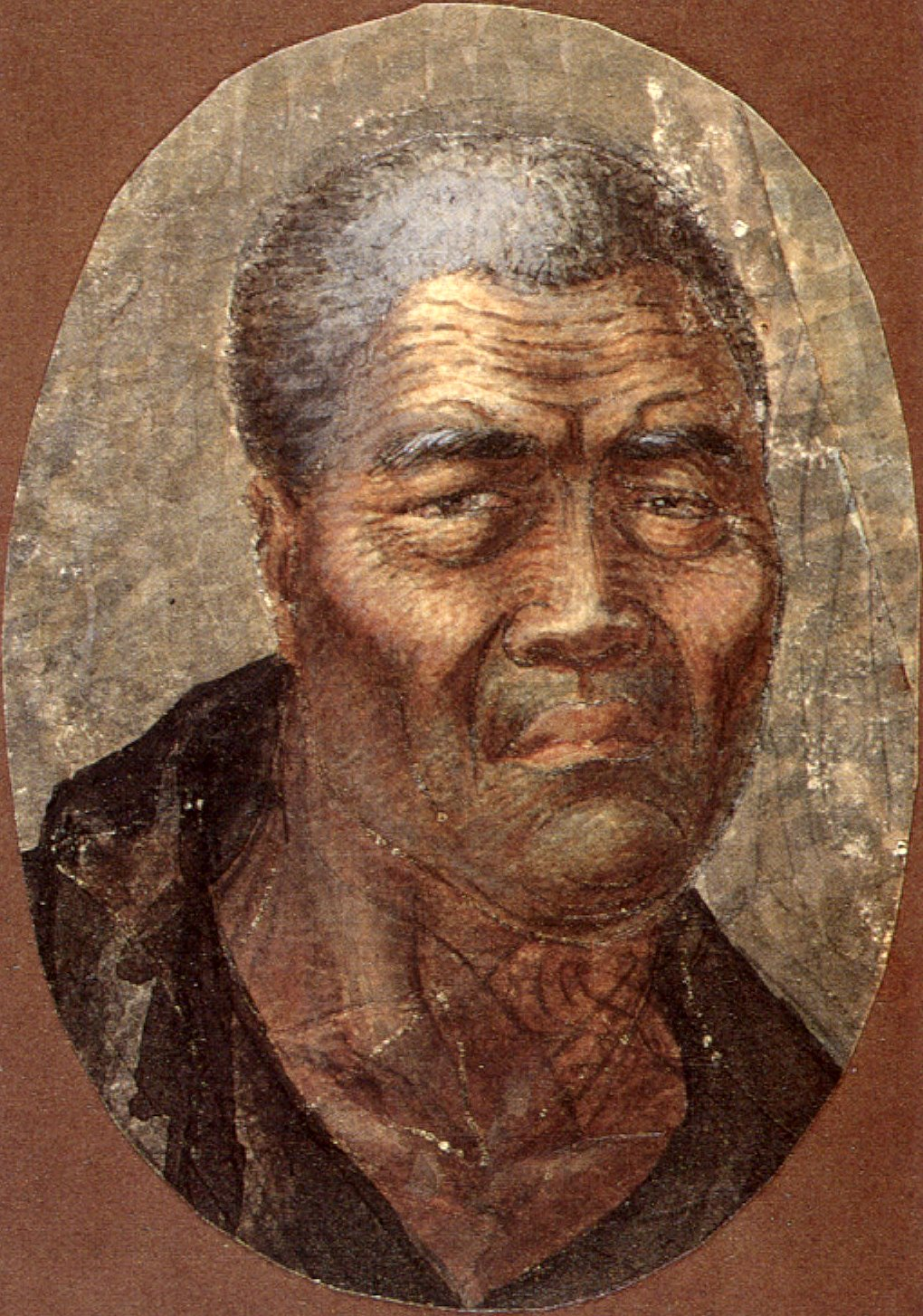
König Kamehameha I. von Hawaii

Das Werk Choris’ wurde schon von seinen Zeitgenossen hoch geschätzt. Von den Malern auf früheren Forschungsreisen unterschied er sich dadurch, dass er die Angehörigen nichteuropäischer Völker weder als furchterregende „Wilde“, noch idealisiert als „edle Wilde“ darstellte, sondern – wie in seinen Pflanzenzeichnungen – allein der Wahrheit verpflichtet war.
In wissenschaftlicher Hinsicht ist sein Werk für Ethnologen von unschätzbarem Wert. Insbesondere für Hawaii stellt es ein großes Vermächtnis dar. Kein anderer Künstler hat das alte Hawaii ähnlich authentisch wiedergegeben. Seine beiden Porträts König Kamehamehas I. sind von großer historischer Bedeutung und werden auch heute bei hawaiianischen Feierlichkeiten gern gezeigt.
Interessant sind auch seine Darstellungen San Franciscos zu einer Zeit, als es nur ein unbedeutender spanischer Außenposten war.

## Publikationen
Eigene Werke
- Voyage pittoresque autour du monde: avec des portraits de sauvages d’Amérique, d’Asie, d’Afrique, et des îles du Grand océan: des paysages, des vues maritimes, et plusieurs objets d’histoire naturelle (PDF-Datei; 23,80 MB). De l’Imprimerie de Firmin Didot, Paris 1822
- Vues et paysages des régions équinoxiales, recueillis dans un voyage autour du monde, par Louis Choris, avec une introduction et un text explicatif. Paul Renouard, Paris 1826
- San Francisco One Hundred Years Ago (PDF-Datei; 7,13 MB), A. M. Robertson, San Francisco 1913
- Journal des Malers Ludwig York Choris, herausgegeben und kommentiert von Niklaus R. Schweizer, Peter Lang, Bern 1999. ISBN 3-906756-63-7

Illustrierte Werke anderer Autoren
- Otto von Kotzebue: Entdeckungs-Reise in die Süd-See und nach der Berings-Straße zur Erforschung einer nordöstlichen Durchfahrt: unternommen in den Jahren 1815, 1816, 1817 und 1818, auf Kosten Sr. Erlaucht des Herrn Reichs-Kanzlers Grafen Rumanzoff auf dem Schiffe Rurick unter dem Befehle des Otto von Kotzebue, Weimar 1821, Band 1, Band 2, Band 3, Tafeln zu Band 1 (online abrufbar über das Digitalisierungszentrum der Niedersächsischen Staats- und Universitätsbibliothek Göttingen).
- Adelbert von Chamisso: Reise um die Welt, Weidmann’sche Buchhandlung, Leipzig 1836, 1. Band: Tagebuch, 2. Band: Anhang. Bemerkungen und Ansichten (online abrufbar über das Digitalisierungszentrum der Niedersächsischen Staats- und Universitätsbibliothek Göttingen).
  - Neuauflage 2012: Mit 150 Lithographien und einem essayistischen Nachwort von Matthias Glaubrecht. AD - Die Andere Bibliothek, Berlin, ISBN 978-3-8477-0010-4.